# Nordwestsemitische Sprachen
Die nordwestsemitischen Sprachen bilden einen Zweig der semitischen Sprachfamilie. Zu ihnen gehören unter anderem das Hebräische, Aramäische und Ugaritische.

## Sprachen
Ihrem Namen entsprechend werden beziehungsweise wurden die nordwestsemitischen Sprachen im Nordwesten des semitischen Sprachraums, vor allem in Syrien und Palästina gesprochen. Zu dem nordwestsemitischen Zweig gehören folgende Sprachen:
- Ugaritisch †
- Kanaanäisch
  - Hebräisch
  - Phönizisch-Punisch †
  - Moabitisch †
  - Ammonitisch †
  - Edomitisch †
- Aramäisch

Dazu kommen einige Sprachformen, die nur sehr fragmentarisch überliefert sind. In den Amarna-Briefen finden sich etwa kanaanäische Glossen, auch die akkadische Sprache der Briefe selbst weist, weil sie von kanaanäischen Schreibern verfasst wurde, zahlreiche kanaanäische Beeinflussungen auf.

## Klassifikation
Während es unstrittig ist, dass die nordwestsemitischen Sprachen einen gemeinsamen Unterzweig bilden, herrscht keine abschließende Einigkeit darüber, wie dieser Zweig innerhalb der semitischen Sprachen einzuordnen ist. Das traditionelle, eher auf geografischen Kriterien gründende Modell der Klassifikation der semitischen Sprachen (z. B. Moscati 1969) fasste das Nordwestsemitische neben dem Ostsemitischen (bzw. Nordostsemitischen) und Südsemitischen (bzw. Südwestsemitischen) als einen von drei Hauptzweigen der semitischen Sprachen auf. Später wurde das Nordwestsemitische mit dem Süd(west)semitischen zu einem westsemitischen Zweig zusammengefasst. Dies entspräche folgendem Modell:
- Semitisch
  - Ostsemitisch
  - Westsemitisch
    - Nordwestsemitisch
    - Südsemitisch

Jüngere Befunde des Semitisten Robert Hetzron rücken das zuvor als südsemitisch klassifizierte Arabische dem Nordwestsemitischen näher. Demnach bildete das Nordwestsemitische zusammen mit dem Arabischen und eventuell auch dem Altsüdarabischen einen zentralsemitischen Unterzweig der westsemitischen Sprachen. Dadurch ergäbe sich für das Nordwestsemitische folgende Klassifikation:
- Semitisch
  - Ostsemitisch
  - Westsemitisch
    - Zentralsemitisch
      - Nordwestsemitisch
      - Arabisch
      - Altsüdarabisch (?)

    - Südsemitisch

## Sprachliche Merkmale
Die beiden wichtigsten Innovationen, die die nordwestsemitischen Sprachen gemeinsam haben, sind:
- Wandel von anlautendem *w zu y (vgl. akkadisch walādu, arabisch walada mit hebräisch yālaḏ, syrisch īleḏ, ugaritisch yld „gebären“). Ausnahmen sind die Konjunktion w- („und“) sowie einige wenige Einzelwörter (z. B. hebräisch wālād „Kind“).
- Doppelte Pluralmarkierung durch Einfügung von a zwischen die letzten beiden Konsonanten und Pluralendung (z. B. hebräisch dəɣɔlim von dɛɣɛl (<*digl) „Fahnen“).
- Die Assimilation von l an q in den Formen des Verbs *lqḥ „nehmen“ (z. B. hebräisch yiqqaḥ < *yilqaḥ).
- Die Metathese des t in Hitpa'el-Formen, die mit einem Sibilanten anlauten (z. B. hebräisch hištammer < *hit-šammer).

## Wörterbücher
- Jacob Hoftijzer; Karel Jongeling: Dictionary of North-West Semitic Inscriptions (2 Bd.). Handbuch der Orientalistik I,21. Leiden u. a. 1995.